# Sofron
Sofrón från Syrakusa, Σώφρων ὁ Συρακούσιος, verksam 430 f.Kr, Magna Graecia, var en författare av mimer (μῖμος, en sorts prosadrama).
Han var författare till dialoger i prosa, på klassisk grekiska (doriska), mellan manliga och kvinnliga karaktärer, vissa allvarliga, andra med en humoristisk stil, där scener från grekernas dagliga liv i Siciliens historia presenteras. Även om de är skrivna i rytmisk prosa har de ansetts vara dikter. De var inte avsedda för scenframträdande. De var skrivna på ett kortfattat och populärt språk, fyllt med ordspråk och vardagliga uttryck.
Hans skrifter av mimer, en variant av den doriska komedin, inspirerade Platon, som introducerade dem i Aten och använde dem i introduktionerna till sina dialoger. Enligt uppslagsverket Suda var de Platons ständiga följeslagare. Han till och med la dem under kudden.